# Lord-lieutenant du Somerset
Ceci est une liste de personnes qui ont servi comme Lord Lieutenant du Somerset. Depuis 1714, tous les Lord Lieutenants ont été également Custos Rotulorum of Somerset.

## Lord Lieutenants du Somerset
- John Russell, 1er comte de Bedford 1552–1555
- William Herbert, 1er comte de Pembroke 12 mai 1559 – 17 mars 1570
- vacant
- Henry Herbert, 2e comte de Pembroke 3 juillet 1585 – 19 janvier 1601
- Edward Seymour, 1er comte de Hertford 24 avril 1601 – 6 avril 1621
- William Herbert, 3e comte de Pembroke 14 avril 1621 – 10 avril 1630
- Philip Herbert, 4e comte de Pembroke 12 août 1630 – 30 juillet 1640 conjointement avec
- William Seymour, 1er marquis de Hertford 26 mars 1639 – 1642 conjointement avec
- Philip Herbert, Lord Herbert 30 July 1640 – 1642
- William Russell, 1er duc de Bedford 25 mars 1642 – 23 août 1643 (Parlementaire)
- Interregnum
- William Seymour, 2e duc de Somerset 13 août 1660 – 24 octobre 1660
- James Butler, 1er duc de Ormonde 22 décembre 1660 – 22 août 1672
- John Seymour, 4e duc de Somerset 22 août 1672 – 29 avril 1675
- Heneage Finch, 3e comte de Winchilsea 4 juin 1675 – 16 juillet 1683
- Charles Seymour, 6e duc de Somerset 16 juillet 1683 – 11 août 1687
- Henry Waldegrave, 1er baron Waldegrave 11 août 1687 – 6 novembre 1688
- Ralph Stawell, 1er baron Stawell 6 novembre 1688 - 1689[1],[2]
- Maurice Berkeley, 3e vicomte Fitzhardinge 13 avril 1689 – 13 juin 1690
- Thomas Osborne, 1er marquis de Carmarthen 24 juin 1690 – 3 février 1691 conjointement avec
- William Cavendish, 4e comte de Devonshire 24 juin 1690 – 3 février 1691 et
- Charles Sackville, 6e comte de Dorset 24 juin 1690 – 3 février 1691
- James Butler, 2e duc d'Ormonde 3 février 1691 – 3 décembre 1714
- Charles Boyle, 4e comte d'Orrery 3 décembre 1714 – 1er octobre 1715
- George Dodington 1er octobre 1715 – 28 mars 1720
- George Dodington, 1er baron Melcombe 20 juin 1720 – 17 février 1744
- John Poulett, 2e comte Poulett 17 février 1744 – 5 novembre 1764
- Percy Wyndham-O'Brien, 1er comte de Thomond 27 novembre 1764 – 16 mars 1774
- Frederick North, 2e comte de Guilford 16 mars 1774 – 5 août 1792
- John Poulett, 4e comte Poulett 15 novembre 1792 – 14 janvier 1819
- Thomas Thynne, 2e marquis de Bath 23 février 1819 – 27 mars 1837
- Henry Fox-Strangways, 3e comte de Ilchester 28 avril 1837 – 1er juin 1839
- Edward Portman, 1er vicomte Portman 1er juin 1839 – 28 juin 1864
- Richard Boyle, 9e comte de Cork 28 juin 1864 – 22 juin 1904
- Thomas Thynne, 5e marquis de Bath 1904 – 9 juin 1946
- Sir James Somerville 1946 – 19 mars 1949
- William Jolliffe, 4e baron Hylton 10 août 1949 – 14 novembre 1967
- Cecil Townley Mitford-Slade 17 avril 1968 – 1978
- Sir Walter Luttrell 3 mai 1978 – 10 novembre 1994[3]
- Sir John Wills, 4e baronnet 10 novembre 1994 – 26 août 1998[4]
- Elizabeth Gass, Lady Gass 12 février 1999 – 2 mars 2015[5]
- Anne Maw 2 mars 2015 – présent[6]